# Chloumky
Chloumky (v místním nářečí Chlumka) jsou malá vesnice, část obce Holovousy v okrese Jičín. Nacházejí se asi 1,5 km na sever od Holovous. V roce 2009 zde bylo evidováno 20 adres. V roce 2001 zde trvale žilo 13 obyvatel. V současnosti zde žije 22 lidí.
Chloumky leží v katastrálním území Holovousy v Podkrkonoší o výměře 9,29 km2.